# The Road Through the Dark
The Road Through the Dark er en amerikansk stumfilm fra 1918 af Edmund Mortimer.

## Medvirkende
- Clara Kimball Young - Gabrielle Jardee
- Jack Holt - Duke Karl
- Henry Woodward - John Morgan
- Elinor Fair - Marie-Louise
- Bobby Connelly - Georges